# مسجد جامع میمند
مسجد جامع میمند مربوط به دوره قاجار است و در مرکز شهر میمند، واقع شده‌است. این اثر در تاریخ ۱۱ دی ۱۳۸۰ با شمارهٔ ثبت ۴۵۰۸ به‌عنوان یکی از آثار ملی ایران به ثبت رسیده‌است.